# West Village

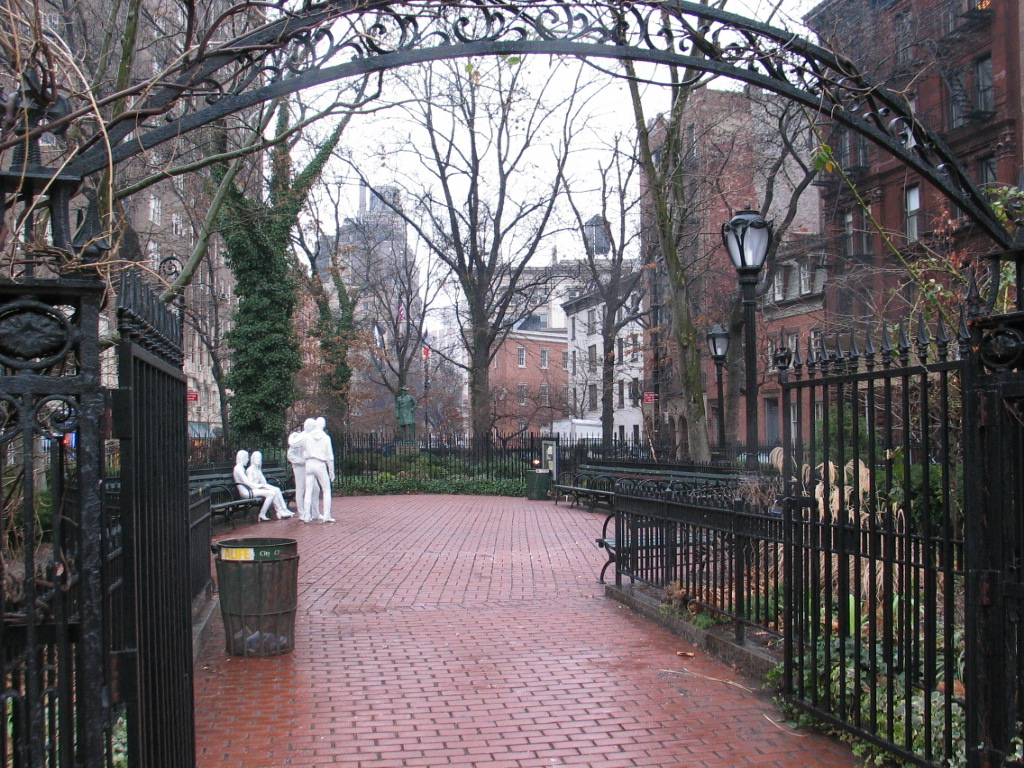
Chistopher Square ve West Village

West Village je západní část místní části Greenwich Village v newyorské čtvrti Manhattan. Neexistují žádné definované hranice, oblast se obvykle definuje ohraničením mezi Hudson River a Šestou nebo Sedmou Avenue, od 14. ulice po Houston Street. Sousedí se čtvrtěmi Chelsea na severu, Hudson Square v SoHo na jihu a jádrem Greenwich Village na východě. Území patří do manhattanské komunitní rady 2. Podoblast Far West Village se rozprostírá od Hudson River po Hudson Street.